# چکا فتاح
چکا فتاح (به انگلیسی: Chaka Fattah) نمایندهٔ حوزه انتخابیه دوم پنسیلوانیا از حزب دموکرات ایالات متحده آمریکا در مجلس نمایندگان ایالات متحده آمریکا است که برای نخستین‌بار در ۵ ژانویه ۱۹۹۵ میلادی به‌عضویت این مجلس درآمد.